# ناحیه تاوره
ناحیه تاوره (به عربی: دائرة تاورة) یک ناحیه در الجزایر است که در استان سوق اهراس واقع شده‌است. ناحیه تاوره ۳۴٬۲۵۷ نفر جمعیت دارد.